# Tabulae caelestes
Die Tabulae Caelestes sind ein Himmelsatlas in Form von acht großformatigen Sternkarten. Sie wurden erstmals von Richard Schurig 1886 herausgegeben, um 1910 von Paul Götz als Schurig-Götz überarbeitet und 1960 von Karl Schaifers im BI-Verlag neu herausgegeben. Insgesamt erschien der sehr preiswerte Himmelsatlas in etwa 20 Auflagen und diente vielen Amateurastronomen als erste Datenquelle.
Die acht Sternkarten (Tafel I bis VIII) im Format 30 × 45 cm (Tafeln I, II, VII, VIII) und 30 × 41,25 cm (Tafeln III – VI) beinhalten alle Sterne bis zur Grenzhelligkeit 6,5 mag, sowie einige hundert sonstige Himmelsobjekte bzw. Doppelsterne (Messier-Katalog, NGC und Hevel), ferner die Sternbild-Grenzen und die Konturen der Milchstraße, kartiert in einem Gradnetz von 10°:
- jeweils zwei Karten rund um den Nord- und Südpol (Deklination 30° bis 90°)
- und vier Karten 40° beidseits des Himmelsäquators (−40° bis +40°)
- mit einer ausreichend großen Überdeckung von 20° zwischen den einzelnen Karten.

In den gebundenen Ausgaben ab etwa 1950 ist den Sternkarten auch eine Mondkarte beigegeben. Mehrere Publikationen des Bibliogr. Instituts enthalten die acht Sternkarten als Beilage.